# Kim Ye-Ji
Kim Ye-Ji (en coreano: 김예지; 4 de septiembre de 1992) es una deportista surcoreana que compite en tiro, en la modalidad de pistola. Participó en los Juegos Olímpicos de París 2024, obteniendo una medalla de plata en la prueba de pistola 10 m.

## Biografía
Kim nació en Danyang, Corea del Sur. Se graduó de la Escuela Secundaria Danyang, la Escuela Secundaria de Educación Física Chungbuk, y  Facultad de Ciencias Kyongbuk.
En 2010, Kim apareció en su primer Campeonato Mundial de Tiro de la Federación Internacional de Tiro Deportivo (ISSF) en Múnich, donde se llevó el bronce en la categoría júnior de pistola de aire comprimido femenina de 10 metros. En 2024, disputó el Campeonato Asiático de Tiro de ese año, donde ganó una medalla de plata en la prueba femenina de pistola de 25 metros. Luego disputó la Copa Mundial de la ISSF 2024, donde ganó un bronce en Múnich en la prueba de 25 metros pistola femenina. En Bakú, Kim ganó una plata en la pistola de aire comprimido de 10 metros, antes de establecer un récord mundial en la prueba femenina de pistola de 25 metros en camino a llevarse el oro, con una puntuación de 42.
Disputó los Juegos Olímpicos de París 2024 más tarde ese año, donde terminó con plata en la pistola de aire comprimido femenina de 10 metros de esos juegos detrás de su compatriota coreana Oh Ye-jin.  Actuó con una cola de caballo corta y sosteniendo un pequeño elefante de peluche que pertenecía a su hija. Durante los Juegos Olímpicos de París 2024, Kim se volvió viral en las redes sociales, y muchos comentaristas de las redes sociales la compararon con los personajes de ficción James Bond y Satoru Gojō. Tras su viralidad, se publicó un clip de su actuación en la Copa Mundial de la ISSF 2024, en el que lucía una gorra hacia atrás, un bob cerrado, gafas «estilo Terminator», y una mirada gélida y le dijo a un periodista que ella no tenía «nada que mejorar», también se volvió viral.  Por esto, algunos la apodaron la «persona más cool del planeta», otros elogiaron su «energía de personaje principal» y GQ la describió como la primera estrella revelación de los juegos.

## Palmarés internacional
| Año  | Campeonato                     | Lugar               | Medalla           | Prueba       | Marca |
| ---- | ------------------------------ | ------------------- | ----------------- | ------------ | ----- |
| 2024 | Juegos Olímpicos de París 2024 | París (Francia)     | Medalla de plata  | Pistola 10 m | 241.3 |
| 2024 | Campeonato mundial de tiro.    | Bakú (Azerbaiyán)   | Medalla de oro    | Pistola 25 m | 42    |
| 2024 | Campeonato mundial de tiro.    | Bakú (Azerbaiyán)   | Medalla de plata  | Pistola 10 m | 241   |
| 2024 | Campeonato mundial de tiro.    | Múnich (Alemania)   | Medalla de bronce | Pistola 25 m | 35    |
| 2024 | Campeonato asiático de tiro    | Yakarta (Indonesia) | Medalla de plata  | Pistola 25 m | 32    |